# Jay Lapidus
Pour les articles homonymes, voir Lapidus.
Jay Lapidus, né le 1er janvier 1959 à Princeton (New Jersey) (New Jersey), est un ancien joueur américain de tennis professionnel.

## Palmarès

### Titre en simple (1)
| No | Date       | Nom et lieu du tournoi            | Catégorie | Dotation | Surface    | Finaliste  | Score    |  |
| -- | ---------- | --------------------------------- | --------- | -------- | ---------- | ---------- | -------- |  |
| 1  | 16-08-1982 | Tournoi de tennis de Stowe, Stowe |           | 75 000 $ | Dur (ext.) | Eric Fromm | 6-4, 6-2 |  |

### Finale en double (1)
| No | Date       | Nom et lieu du tournoi    | Catégorie       | Dotation | Surface         | Vainqueurs                   | Partenaire | Score    |  |
| -- | ---------- | ------------------------- | --------------- | -------- | --------------- | ---------------------------- | ---------- | -------- |  |
| 2  | 25-10-1982 | Open de Paris-Bercy Paris | GP World Series | 75 000 $ | Moquette (int.) | Brian Gottfried Bruce Manson | Rick Meyer | 6-4, 6-2 |  |

### Autres performances
- Demi-finales en simple à South Orange en 1979, Bâle et Stockholm en 1982 et Tokyo en 1984.